# Alexander Gibsone
Alexander Gibsone (* 5. Februar 1770 in Edinburgh; † 8. Januar 1836 in Danzig) war ein schottischer Großkaufmann in Danzig.

## Leben
Ein Onkel von Gibsone hatte 1782 im Kreis Neustadt in Westpreußen die  Güter in  Rutzau erworben. Dort wollte er Manufakturen zur Tuch-, Strumpf- und Hutherstellung errichten und mit Hilfe von angesiedelten Schotten die Schafzucht verbessern. Diese Pläne zerschlugen sich, weil die Besitzungen bald an einen  Keyserlingk gingen. Mit seinem älteren Bruder John Gibsone kam Alexander nach Danzig. Beide traten in das Getreidehandelshaus ihres Onkels, dessen Nachfolger und Erben sie wurden. 
Die  Brüder wurden Mitglieder des Tugendbundes und erwarben sich große Verdienste um die Sache  Preußens in den Befreiungskriegen. Während der französischen  Belagerung Danzigs 1807 suchte Gibsone die Not der Belagerten unter anderem durch Spendensammlungen in Schottland zu lindern. 1814 wurde er zum britischen Konsul in Danzig ernannt. Zeitlebens war er mit August Neidhardt von Gneisenau befreundet. Durch geschickte Vermittlungen zwischen der Krone Preußen und dem  Vereinigten Königreich Großbritannien und Irland leistete er ihm wertvolle Dienste.

## Werke
- (anonym) Über die natürlichen Grundsätze des Staatsvereins. Schreiben eines Ausländers an einen preußischen Staatsbeamten, 1820.
- Über die Entwicklung des Wesens im Menschen. Zur Erlangung der natürlichen Grundsätze des Regierens, 1823.